# Parafia św. Stanisława Kostki w Brudzewie
Parafia Świętego Stanisława Kostki w Brudzewie – parafia rzymskokatolicka, znajdująca się w diecezji kaliskiej, w dekanacie Stawiszyn.